# Семь психопатов
«Семь психопа́тов» (англ. Seven Psychopaths) — чёрная комедия режиссёра Мартина Макдонаха. Премьера состоялась на кинофестивале в Торонто 7 сентября 2012 года. В США фильм вышел в прокат 12 октября 2012, в России — 18 октября 2012.

## Сюжет
Марти — писатель, желающий поскорее дописать свой сценарий «Семь психопатов», но испытывающий с этим трудности. Лучший друг Марти по имени Билли зарабатывает на жизнь тем, что похищает собак и получает вознаграждение от владельцев за возвращённых питомцев. У Билли есть сообщник Ганс, религиозный человек, чья жена Майра страдает от рака.
Марти пишет историю очередного психопата по кличке Квакер, который десятилетиями преследует убийцу своей дочери, доводя того до самоубийства. Билли предлагает Марти использовать убийцу по кличке Бубновый Валет, недавно совершившего двойное убийство, в качестве одного из героев фильма. Билли размещает в газете рекламу, в которой приглашает психопатов позвонить и поделиться своими историями, чтобы Марти смог использовать их в своём сценарии. Некто Захария Ригби связывается с Марти и делится своей историей о том, как он был одним из двух серийных убийц, которые убивали других серийных убийц. Этой историей он поделился при условии, что в фильме будет послание его бывшей соучастнице Мэгги.
Билли и Ганс крадут собаку породы ши-тцу по кличке Бонни, не подозревая, что это любимый домашний питомец Чарли Костелло, непредсказуемого и жестокого гангстера. Головорезы Чарли во главе с Пауло обнаруживают связь Ганса с похищением. Они угрожают убить Марти и Ганса, но внезапно появляется Бубновый Валет и убивает бандитов. Чарли выслеживает Майру и после того, как она отказывается что-либо рассказать, убивает её прямо в онкологическом отделении больницы.
Билли едет в дом Костелло, чтобы встретиться со своей подругой, Анджелой, которая также является подругой Чарли. После того, как Билли говорит ей, что похитил Бонни, она звонит Чарли, чтобы рассказать ему об этом. Билли, узнав, что Чарли убил Майру, в отместку убивает Анджелу. Чарли приезжает домой к Билли, обнаруживает множество колод игральных карт, в которых отсутствует бубновый валет, и понимает, что Билли и есть тот самый Бубновый Валет.
Марти, Билли и Ганс покидают город, прихватив с собой Бонни. Ганс рассказывает, что Квакером был он, а Марти записал эту историю, услышав её от пьяного Билли. Троица въезжает в пустыню и разбивает лагерь. Билли предлагает, чтобы сценарий «Семи психопатов» закончился перестрелкой между психопатами и бандитами Чарли.
Марти и Ганс узнают, что Билли разыскивается в связи с убийствами, совершёнными Бубновым Валетом. Марти ссорится с Билли, который рассказывает, что он примерил образ Бубнового Валета, чтобы вдохновить Марти. Марти говорит Билли, что они должны ехать домой. Тем временем у Ганса случается видение: перед ним появляется Майра, находящаяся в некоем «сером месте», что заставляет Ганса усомниться в своей вере в загробную жизнь. Он игнорирует заверения Марти в том, что его видение было галлюцинацией, вызванной употреблением пейота. Чтобы обострить ситуацию, Билли поджигает машину, затем звонит Чарли и сообщает ему своё местонахождение, а после, пытаясь развеять сомнения Ганса в загробной жизни, ложно утверждает, что будто бы именно он выдал себя за Майру. Впрочем, Билли не в состоянии повторить, что именно Майра сказала Гансу в своём видении, кроме того, что оно было «серым» (о чём Билли подслушал ранее), и Ганс уходит.
Билли с тревогой ждёт прибытия Чарли, намереваясь устроить кульминационную перестрелку. Чарли прибывает один, без оружия, не считая ракетницы. Разъярённый Билли стреляет в Чарли, чувствуя себя обманутым, так как перестрелка сорвалась. Марти уезжает с Чарли, намереваясь отвезти его в больницу, в то время как Билли, догадавшись, зачем нужна ракетница, стреляет из неё. Ганс видит головорезов Чарли в ожидании сигнала-вспышки. Подозрительная группа мужчин привлекает внимание полиции. Ганс делает вид, что достаёт оружие, заставляя Пауло выстрелить на виду у полиции. Перед смертью Ганс произносит: «Совсем не серый».
Бандиты, преследуемые полицией, направляются к месту, откуда был подан сигнал, и сталкиваются с Марти и Чарли. Выясняется, что у Чарли всего лишь лёгкое ранение. Чарли возвращается к Билли с подкреплением. После перестрелки Чарли и Билли оказываются друг против друга, удерживая в заложниках соответственно Марти и Бонни. Чарли освобождает Марти и стреляет в Билли, как только прибывает полиция. Чарли и Пауло арестованы, но Бонни остается возле умирающего Билли. Марти посещает место смерти Ганса и находит магнитофон с записью предложений для «Семи психопатов».
Марти, забрав к себе Бонни, завершает написание сценария. Некоторое время спустя, после показа фильма «Семь психопатов» в кинотеатрах, Марти звонит Захария Ригби и сообщает, что намерен убить его, так как он забыл оставить в фильме послание к Мэгги, что было оговорено между ними ранее. Марти покорен судьбе, и Захария, понимая, что переживания изменили Марти, решает его пощадить.

## В ролях
- Колин Фаррелл — Марти[6]
- Сэм Рокуэлл — Билли Бикл[7]
- Кристофер Уокен — Ганс Кесловски[6]
- Вуди Харрельсон — Чарли Костелло[6]
- Том Уэйтс — Захария Ригби[8]
- Эбби Корниш — Кайя[9]
- Ольга Куриленко — Анджела[6]
- Желько Иванек — Пауло
- Габури Сидибе — Шарис
- Линда Мари Брайт — Майра Кесловски
- Лонг Нгуен — вьетнамский священник / Тхить Куанг Дык
- Гарри Дин Стэнтон — Квакер
- Джеймс Хеберт — убийца дочери Квакера
- Аманда Мэйсон Уоррен — Мэгги
- Кристин Марзано — проститутка
- Майкл Питт — Ларри
- Майкл Стулбарг — Томми

## Съёмки
Первоначально роль Чарли должен был исполнять Микки Рурк, но из-за разногласий с режиссёром фильма он был заменён на Вуди Харрельсона.

## Награды и номинации
- 2012 — приз зрительских симпатий в категории «Полуночное безумие» на кинофестивале в Торонто.
- 2012 — участие в конкурсной программе Лондонского кинофестиваля.
- 2012 — награда в номинации «Лучший актёрский ансамбль» от Общества кинокритиков Бостона.
- 2012 — номинация на премию Общества критиков Сан-Диего (SDFCS) за лучший актёрский ансамбль.
- 2013 — номинация на премию BAFTA за лучший британский фильм.
- 2013 — две номинации на премию «Независимый дух»: лучший сценарий (Мартин Макдонах), лучший актёр второго плана (Сэм Рокуэлл).